# Літерографія
Літерографія (від лат. littera «літера» або «буква», і дав.-гр. γράφειν від лат. graphia — «писати» або «рисувати») — таким способом літерографію можна окреслити, як: «рисування буквами».

## Історія
Літерографія — це техніка в мистецтві в якому образотворча форма побудована виключно буквами, словами, чи реченнями, згідно з темою картини. Ця нова концепція і мистецький напрямок впроваджено в 1972 році Леонідом Денисенком, український графік який живе в Австралії. Її найкращим зразком є його ікона Ісуса Христа, де 79 мовами світу вжито фразу «Бог — це Любов» (англ. “God is Love”).